# Zvonohlík citrónový
Zvonohlík citrónový (Carduelis citrinella) je malý druh pěvce z čeledi pěnkavovitých.

## Taxonomie a fylogeneze
Zvonohlík citrónový byl dříve řazen do příbuzenstva zvonohlíka zahradního (Serinus serinus), přestože již dříve autoři poukazovali na jeho příbuznost se stehlíkem obecným (Carduelis carduelis). Novější analýzy plně potvrdily tento blízký příbuzenský vztah, na jehož základě byl zvonohlík citrónový přeřazen do rodu Carduelis.
Další výzkumy potvrdily, že je třeba rozdělit druh do dvou samostatných – Carduelis citrinella (hnízdící na kontinentu) a C. corsicana (hnízdící na ostrovech Sardinie, Korsika a několika malých ostrovech při pobřeží Toskánska). Oba druhy se liší geneticky, zbarvením a hlasem. Rozdělení do samostatných druhů potvrdila Asociace evropských faunistických komisí (AERC).
Předek zvonohlíka citrónového pravděpodobně vznikl před 5 milióny let, kdy došlo k uzavření Gibraltarského průlivu. Středozemní moře vyschlo, v oblasti se vytvořilo pouštní prostředí. Po opětovném zaplavení oblasti byly populace tohoto předka izolovány na dřívějších horách, z nichž vznikly ostrovy Sardinie a Korsika. Další speciací zde vznikl zvonohlík Carduelis (citrinella) corsicana, který má stejně jako stehlík a jejich společný předek hnědý hřbet. Následnou kolonizací přes ostrovy u Toskánska osídlil kontinentální pohoří (včetně Alp a Pyrenejského poloostrova), kde se vyvinul nový druh Carduelis (citrinella) citrinella s šedozeleným hřbetem.

## Popis
Více než zvonohlíkovi se podobá konopce nebo čížkovi. Zobák je silnější a větší než u zvonohlíka zahradního. Samec je shora šedozelený bez čárkování, zespodu se zeleným nádechem, hlava je šedá se žlutavým obličejem, křídla černá se dvěma žlutými páskami, kostřec žlutozelený. Samice je matnější, šedší, s čárkovaným hřbetem. 

## Výskyt
Hnízdí v horských lesích od 700 m n. m. po horní hranici lesa. Je jedním z mála druhů ptáků endemických pro Evropu.
Všechna 4 domnělá pozorování v ČR byla později faunistickou komisí zamítnuta.

## Biologie

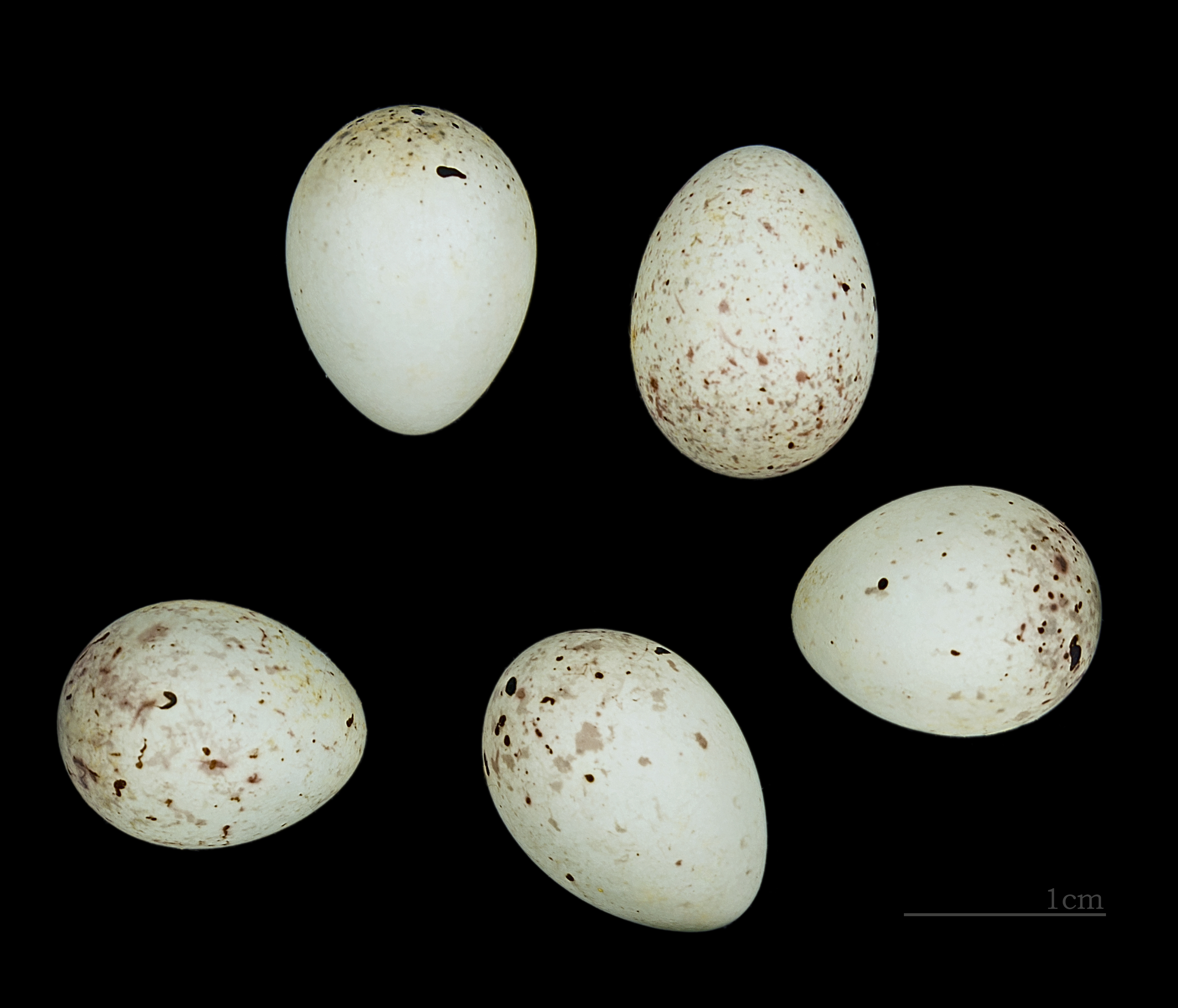
Carduelis citrinella

Zvonohlík citronový žije v subalpínských jehličnatých porostech a alpínských loukách. Hnízdí v jehličnatých stromech jako jsou borovice (Pinus) a smrky (Picea).